# Rzucawka ciążowa
Rzucawka (eclampsia) – wystąpienie drgawek toniczno-klonicznych, a także utraty przytomności, u ciężarnej, rodzącej lub położnicy, u której wcześniej zdiagnozowano stan przedrzucawkowy. Wynika z nadciśnienia tętniczego.
Może wystąpić:
- podczas ciąży – 38-53%
- w czasie porodu – 18-36%
- w czasie połogu – 11-44%[1]